# José Tamayo
José Tamayo Rivas (Granada, 16 de agosto de 1920 - Madrid, 26 de marzo de 2003) fue un director y empresario teatral español.
Inició su andadura teatral en 1944 en un grupo de teatro universitario de Granada. Funda la Compañía Lope de Vega y tras de unas actuaciones en Valencia viaja a Madrid donde su compañía será por años la titular del Teatro Fuencarral. Con dicha compañía llegaría a popularizar el género de la zarzuela, incluso fuera de España.
Fue director del Teatro Español de 1954 a 1962, empresario del Teatro Bellas Artes y director del Teatro Lírico Nacional. Aportó a la escena española en la década de 1950 obras de autores como Tennessee Williams o Arthur Miller (Muerte de un viajante, 1952).
Recibió el Premio Max de honor en 2002.

## Obras dirigidas (selección)
- La muralla (1954), de Joaquín Calvo Sotelo.
- Crimen perfecto (1954), de Frederick Knott.
- Diálogos de Carmelitas (1954), de Georges Bernanos.[4]
- La alondra (1954), de Jean Anouilh.
- Al Sur del Pacífico (1955), de Oscar Hammerstein II.
- La vida es sueño (1955), de Calderón de la Barca.
- Cyrano de Bergerac (1955), de Edmond Rostand.
- Seis personajes en busca de autor (1956), de Luigi Pirandello.
- Las brujas de Salem (1956), de Arthur Miller.
- Historia de un resentido (1956), de Joaquín Calvo Sotelo.[5]
- Proceso de Jesús (1956), de Diego Fabbri.
- Fuenteovejuna (1956), de Félix Lope de Vega.
- Los intereses creados (1956), de Jacinto Benavente.
- La novia del espacio (1956), de José López Rubio.[6]
- El diario de Ana Frank (1957), de Frances Goodrich y Albert Hackett.
- Nuestro fantasma (1957), de Jaime de Armiñán.
- Réquiem por una mujer (1957), de William Faulkner, en versión de Albert Camus.
- Un soñador para un pueblo (1958), de Antonio Buero Vallejo.[7]
- Enrique IV (1958), de Luigi Pirandello.
- Otelo (1958), de William Shakespeare.
- La Celestina (1958), de Fernando de Rojas.
- La estrella de Sevilla (1958), de Félix Lope de Vega.
- El teatrito de don Ramón (1959), de José Martín Recuerda[8]
- La visita de la vieja dama (1959), de Friedrich Dürrenmatt.[9]
- La casa de té de la luna de agosto (1959), de John Patrick.[10]
- La Orestiada (1959), de Esquilo.
- No habrá guerra de Troya (1959), de Jean Giraudoux.
- El avaro (1960), de Moliére.
- Las Meninas (1960), de Antonio Buero Vallejo.[11]
- El baile de los ladrones (1960), de Jean Anouilh.[12]
- El genio alegre (1960), de los Hermanos Álvarez Quintero.[13]
- En Flandes se ha puesto el sol (1961), de Eduardo Marquina.
- Hamlet (1962), de William Shakespeare.
- Becket (1962), de Jean Anouilh.
- El Cardenal de España (1962), de Henry de Montherlant.
- La dama del alba (1962), de Alejandro Casona.[14]
- Calígula (1963), de Albert Camus.
- El caballero de las espuelas de oro (1964), de Alejandro Casona.[15]
- Corona de amor y muerte (1966), de Alejandro Casona.
- La Pasión de Olesa de Montserrat (1968), de Joan Povill.
- Luces de Bohemia (1970), de Ramón María del Valle-Inclán.
- Los cuernos de Don Friolera (1976), de Ramón María del Valle-Inclán.[16]
- Harold y Maud (1975), de Colin Higgins.
- La detonación (1977), de Antonio Buero Vallejo.
- La Celestina (1978), de Fernando de Rojas.
- Contradanza (1980), de Francisco Ors.
- La cena del rey Baltasar (1981), de Pedro Calderón de la Barca.[17]
- Todos eran mis hijos (1988), de Arthur Miller.[18]
- Un tranvía llamado deseo (1994), de Tennessee Williams.
- Doña Rosita la soltera (1998), de Federico García Lorca.
- Divinas palabras (1999), de Ramón María del Valle-Inclán.
- El gran teatro del mundo (2000), de Calderón de la Barca.
- El diario de Ana Frank (2001), de Frances Goodrich y Albert Hackett.